# Замок Гленарт
Замок Гленарт (англ. Glenart Castle) — один із замків Ірландії, розташований у графстві Віклоу. Замок містить високу башту і парапети зі зубцями. Збудований як житловий особняк у стилі старовинного замку.

## Історія замку Гленарт
Спочатку замок Гленарт збудували як мисливський будинок у псевдоготичному стилі, потім розбудували як замок для житла у 1800 році. Замком володів аристократ Джон Джошуа Пробі — І граф Крайсфорт (1751—1828) — британський юрист, дипломат, політик (партія Вігів) і поет. Він був обраний членам Королівського наукового товариства у 1779 році, кавалер ордена Святого Патрика, член Таємної Ради Ірландії. Був послом Англії в Берліні в 1800 році. З 1801 року — депутат парламенту Великій Британії (палата лордів). Потім замком володів Гранвіль Пробі (1782—1868). Він служив на флоті Великої Британії, брав участь у Наполеонівських війнах, потім був депутатом парламенту Великої Британії.
Замок був суттєво перебудований в 1820 році. Пізніше замком володів Парк Невілл з 1840 року і називав його замок Кілкарра.
У 1869 році замок Гленарт був відреставрований Джоном МакКарді. Під час повстання і війни за незалежність Ірландії у 1920 році замок був спалений, але родина господарів проживала в непошкодженій секції замку. У 1940 році замок Гленарт купив релігійний орден і відремонтував його і добудував величезне крило. Нині в замку готель.